# IPランドスケープ
IPランドスケープ（アイピーランドスケープ、英語: intellectual property landscape）とは、2017年4月に特許庁が公表した『知財人材スキル標準（version 2.0）』において戦略レベルのスキルとして定義された用語である。

## 日本においてIPランドスケープが登場した背景
日本国内においては以下のような様々な定義が存在し、主に「知財情報（主に特許情報）を経営戦略・事業戦略策定へ活用」と「知財を重視した経営」の2つの意味合いのいずれかで用いられることが多い。

本報告書では IP ランドスケープという用語が出てくるが、これはパテントマップとは異なり、自社、競合他社、市場の研究開発、経営戦略等の動向及び個別特許等の技術情報を含み、自社の市場ポジションについて現状の俯瞰・将来の展望等を示すものである。
IPランドスケープ IPはIntellectual Property（知的財産、知財）の略語で、広い意味では、知財を生かした経営を指す。具体的には企業の知財部門が主体となり、自社や他社の知財を中心とした情報を市場での位置づけ、競合関係を含めて統合的に分析し、グラフや模式図を使って経営陣や事業担当者に戦略の切り口を提供する活動をいう。欧米の知財先進企業に定着しており、17年ごろから日本企業にも広がり始めた。
IPランドスケープとは、競争優位をつくるために知財情報を有効活用することです。

『知財人材スキル標準（version 2.0）』でIPランドスケープが定義された背景として、日本特許庁の報告書における以下の海外企業・特許事務所のヒアリングによって、IPランドスケープの把握が重要であるとの結果が得られたことが挙げられる。
ダイソン
IPの専門家としてのインプットの1つにIPランドスケープの提示がある。これは、市場にどのようなプレイヤーが存在しポジションを確保しているのかといった情報を含む。また、新技術について特に注目するものには特定の特許を3-6ヶ月くらい集中して特定の領域をウォッチするようなこともある。IPランドスケープはマクロとミクロの双方で描く必要がある。
グラクソスミスクライン
内部のR＆Dではかなり早い段階でIPのサポートを行っている。IPが他者の権利を侵害しないか、権利保護はなされるか、また市場に出した場合に利益を得られるか、といった事を行う。知財のランドスケープを示す事が重要である。技術的な保護ができるか、だけではなく、投資の回収が可能かをIPの視点から考える必要がある。
匿名企業B
ライセンシングを含めた事業開発戦略を考えることが重要である。知財部門と事業部門が統合される事が必要である。B社の事業開発部門では外部のIPランドスケープ分析のアウトソーシングを行っているが、それでも多くの分析業務は、知財部門に依存している。
Ratner-Prestia(IP law firm)

知財部門の重要な業務にIPランドスケープがある。これは、特許や知財のマップだけではなく、事業化のタイミングやプロセスを同時に含む。真に能力の在るライセンス専門家は弁護士の経験を必要とすると見ている。すなわち、ライセンシングとは協奏曲であり、独奏ではない。つまり、ライセンシングのプロは合意形成の際、多くのことを意識的に考慮しなければならない。知財評価の技術としてIPランドスケープから法と市場の戦略まで。他社がライセンス合意の草案を作成するのに役立つテンプレートやツールが例えあったとしても、実際の弁護士としての実践的な経験は、リスク管理や資料の質を確保する上で大変貴重である。

各社とも事業・マーケットと知財を連携させている点では共通しており、このことから日本国内では知財情報と知財以外のマーケット情報・企業情報などを複合的に分析することがIPランドスケープであるという捉え方もある。なお、知財戦略と事業戦略の連携という点では、小泉首相の時代に謳われた「経営戦略の三位一体」（知財戦略⇔事業戦略⇔R&D戦略）と共通する部分がある。

## 海外におけるIPランドスケープ
海外においてIPランドスケープという用語が、上記のような「知財情報（主に特許情報）を経営戦略・事業戦略策定へ活用」と「知財を重視した経営」という意味合いで用いられることはあまりなく、IP（知的財産）のランドスケープ（風景・景観）の言葉通りに「知財全般の概況把握」のように、より漠然とした意味合いで使われるケースが多い（Googleで"ip landscape"で検索）。

IP landscape of Blockchain（EPOのカンファレンス、ブロックチェーン分野のIPランドスケープ）
Thailand's IP landscape shows promise（Managing IPの記事、タイのIPランドスケープは有望－記事内では法制度関連について述べている）
How can CPTPP change Vietnam's IP landscape? (The South-East Asia IPR SME Helpdesk、太平洋横断パートナーシップ（CPTPP）はベトナムのIPランドスケープにどのような変化をもたらすか？)
現在日本国内で用いられているIPランドスケープに近しい意味合いの英語としてはPatent Landscape（パテントランドスケープ）がある。日本では特許情報分析の結果を可視化したものをパテントマップ・特許マップと呼ぶが、海外ではPatent Landscape（パテントランドスケープ）と呼ぶことが多い。Patent Landscape（パテントランドスケープ）だけではなく、パテントマップ・特許マップにおいても、特許情報だけではなくマーケット情報や企業情報など複合的に分析することが必要かつ重要である（パテントマップ・特許マップは特許情報のみの分析にとどまるものであり、特許以外のマーケット情報や企業情報を加味しない分析であるという誤った言説も一時期流れていた）。
欧米においてはPatent Landscape（パテントランドスケープ）が用いられることが多いが、韓国においては知財を重視した研究開発活動を指す用語として「IP-R&D」が普及している。
なお、Googleトレンドにおいて”ip landscape”と"patent landscape"のキーワード検索ボリュームの推移を確認すると、”ip landscape”はあまり用いられている用語ではないことが確認できる（特に近年キーワード検索ボリュームが増加して、注目を浴びている様子もうかがえない）。

## 日本におけるIPランドスケープの定義
IPランドスケープというキーワードについては国内外問わず明確な定義はなく、各社各様に用いているのが現状である。
弁理士の乾は「IP ランドスケープの基礎と現状」において日本のIPランドスケープと欧米のPatent Landscapeについて詳細な比較を行っている。
また、K.I.T.虎ノ門大学院教授の杉光は、2019年にした発表論文の中で、IPランドスケープに関する定義に関する先行研究がない点を指摘しており、パテントマップや知財情報分析・知財情報解析、特許情報分析、三位一体の経営戦略、知財経営などとの用語との比較検討を行い、日本企業と欧米企業における知財部門が置かれている環境を踏まえて「日本の環境の場合，知財情報分析の手法についていくら研究が進展しても経営陣や事業責任者がそれを積極的に活用しようとする意思や意欲のない限り，狭義の IP ランドスケープと標準定義の IP ランドスケープには大きな差が必然的に生まれる」と指摘している。

なお、特許庁の「経営戦略に資する知財情報分析・活用に関する調査研究」において、

事業戦略又は全社戦略の立案に際し、
1. 事業・経営情報に知財情報を組み込んだ分析を実施し、
2. の分析結果（現状の俯瞰・将来展望等）を事業責任者・経営者と共有すること

と定義しており、知財情報も盛り込んだ結果を事業責任者・経営者と共有する 2の重要性を強調している。

## IPランドスケープに積極的に取り組んでいる日本企業
富士フイルム株式会社の今井知的財産本部長はインタビュー記事において、
また、最近では知財部からの積極的な情報等の発信業務を求められています。事業の失敗を防ぐことを目的に、自社の製品やサービスが他社特許に抵触しないかどうかを調べることを主眼にしていた活動から、自社の戦略や事業を成功に導くことを目的とした知財重視の経営戦略、いわゆるIPランドスケープを作れるような知財部となるよう取り組んでいます。

IPランドスケープという概念は決して新しいものではなく、当社でも以前から取り組んでいることですし、大手企業と呼ばれるところはどこも既に着手しています。今後はこの取組みをさらに加速していく考えです。
のように述べており、IPランドスケープという用語を用いていなくても、知財情報を事業戦略等へ積極的に活用してきた企業は存在する。以下ではあくまでもIPランドスケープという用語を積極的に用いている日本企業について取り上げる（50音順）。
- 旭化成[15][16][17][18][19]
- オムロン[20][21]
- 貝印[22]
- コニカミノルタ[23]
- 積水化学工業[24]
- ダイセル[25][26]
- ナブテスコ（もともと技術マーケティングという名称であった）[27][28]
- 日立製作所（ただしIPランドスケープではなく知財マスタプランという名称を利用）[29]
- 富士フイルム[30]
- ブリヂストン[15]
- ユニ・チャーム[31][32]
- リコー[33]
- レゾナック[34]

2021年にIPランドスケープ活動を推進していくために、IPランドスケープ推進協議会が設立され、グローバル知財戦略フォーラム2021においてその概要についてライブ配信された。また3月18日に第1回協議会が開催され、25社の会員企業が参加している。